# Локомотив (футбольный клуб, Минеральные Воды)
«Локомотив» — советский и российский футбольный клуб из Минеральных Вод. Основан в 1922 году. Выступал во второй и второй низшей союзных лигах и втором дивизионе и третьей лиге ПФЛ России.
Лучшие достижения: в первенстве СССР — 8-е место во второй лиге (1986, 3-я зона), 5-е место во второй низшей лиге (1990, 4-я зона); в первенстве России — 3 место во втором дивизионе в (1998, зона «Юг»), 1-е место в третьей лиге (1997, 1-я зона). Также выиграл зональный и финальный турниры любительского первенства России в сезоне 2000 года.
Неоднократный чемпион и призёр чемпионата Ставропольского края, обладатель Кубка РСФСР среди команд КФК (1974).

## История названий
- 1922—1930 — «Ласточка»
- 1930—1997 — «Локомотив»
- 1998—2001 — «Локомотив-Тайм»
- 2004 — «Железнодорожник»
- 2006—2008 — «Локомотив-КМВ»
- с 2015 — «Локомотив»

## Статистика выступлений
Советский период
| Сезон | Лига/Дивизион      | Зона | Место    |
| ----- | ------------------ | ---- | -------- |
| 1986  | Вторая лига        | 3    | 8 из 17  |
| 1987  | Вторая лига        | 3    | 16 из 17 |
| 1988  | Вторая лига        | 9    | 13 из 16 |
| 1989  | Вторая лига        | 9    | 16 из 22 |
| 1990  | Вторая низшая лига | 4    | 5 из 17  |
| 1991  | Вторая низшая лига | 4    | 15 из 22 |

Российский период
| Сезон | Лига/Дивизион   | Зона          | Место     | Кубок  | Примечания                |
| ----- | --------------- | ------------- | --------- | ------ | ------------------------- |
| 1992  | Вторая лига     | 2             | 19 из 20  | 1/32   | Исключение из ПФЛ         |
|       |                 |               |           |        |                           |
| 1994  | Третья лига     | 1             | 13 из 17  | —      |                           |
| 1995  | Третья лига     | 1             | 11 из 15  | 1/256  |                           |
| 1996  | Третья лига     | 1             | 4 из 18   | —      |                           |
| 1997  | Третья лига     | 1             | 1 из 13   | 1/128  | Выход во второй дивизион  |
| 1998  | Второй дивизион | Юг            | 3 из 21   | 1/256  | Исключение из ПФЛ         |
|       |                 |               |           |        |                           |
| 2000  | Первенство КФК  | Юг            | 1 из 14   | побед. | Выход во второй дивизион  |
| 2000  | Первенство КФК  | финал. турнир | 1 из 10   | —      | Выход во второй дивизион  |
| 2001  | Второй дивизион | Юг            | 20 из 20* | 1/256  | Исключение из ПФЛ         |
|       |                 |               |           |        |                           |
| 2004  | ЛФЛ             | ЮФО           | 20 из 20  | —      | Снятие по ходу первенства |
|       |                 |               |           |        |                           |
| 2006  | ЛФЛ             | ЮФО           | 2 из 18   | —      |                           |
| 2007  | ЛФЛ             | ЮФО           | 6 из 11   | —      |                           |
| 2008  | ЛФЛ             | ЮФО           | 7 из 14   | —      |                           |

* Примечание. 18 мая 2001 года в матче 10-го тура установлен антирекорд российскийх и союзных первенств: «Локомотив-Тайм» в гостях проиграл ФК «Краснодар-2000» со счётом 1:16. Этот рекорд был повторён 8 апреля 2023 года: «Форте» победила «Ессентуки» со счётом 15:0 В первенстве того же сезона (2001) «Локомотив-Тайм» проиграл 37 матчей из 38 (одержав победу над «Шахтёром» из Шахт — 5:3), пропустив 181 мяч (забив 18), в числе поражений были также 0:10 в гостях от сочинской «Жемчужины» и 0:11 дома от СКА из Ростова-на-Дону.

## Главные тренеры
- Котов Юрий Харлампиевич (1987, по июль)
- Дзасохов Русланбек Борисович (июль 1987 — август 1988)
- Одинцов Виктор Федосеевич (1988, с августа)
- Котов Юрий Харлампиевич (1989, по июнь)
- Нигматуллин Владимир Николаевич (июль 1989 — 1992)
- Швыдкий Николай Васильевич (1994)
- Бабаян Александр Андреевич (1995—1998)
- Духовнов Юрий Сергеевич (1998)
- Икаев Александр Петрович (1998)
- Шляк Леонид Юдович (Юрьевич) (2000)
- Шляк Леонид Юдович (Юрьевич) (2004)
- Григорьев, Сергей Константинович (2006)
- Рыдный Олег Анатольевич (2006-2007)
- Коченов Алан Урусханович (2008)
- Дубровицкий Сергей Георгиевич (2008)
- Умнов Валерий Владимирович (2015—2017)
- Григорян Эрик Георгиевич (2018—2019)

### Комментарии
1. ↑  В дальнейшем результат этого и других матчей второго круга 1-го этапа с участием ФК «Ессентуки» был аннулирован в связи с прекращением участия ФК «Ессентуки» в первенстве Второй лиги, и в соответствии с п. 3.7 регламента первенства Второй лиги[7], во втором круге 1-го этапа в аннулированных матчах соперникам ФК «Ессентуки» были засчитаны технические победы без изменения разницы забитых и пропущенных мячей в турнирной таблице[8].